# 1. deild karla 1992
Mùa giải 1992 của 1. deild karla là mùa giải thứ 38 của bóng đá hạng hai ở Iceland.

## Bảng xếp hạng
| Vị thứ | Đội        | Số trận | Thắng | Hòa | Thua | Bàn thắng | Bàn thua | Hiệu số | Điểm | Ghi chú                     |
| ------ | ---------- | ------- | ----- | --- | ---- | --------- | -------- | ------- | ---- | --------------------------- |
| 1      | Fylkir     | 18      | 14    | 1   | 3    | 47        | 19       | +28     | 43   | Thăng hạng Úrvalsdeild 1993 |
| 2      | Keflavík   | 18      | 12    | 4   | 2    | 42        | 16       | +26     | 40   | Thăng hạng Úrvalsdeild 1993 |
| 3      | Grindavík  | 18      | 9     | 2   | 7    | 35        | 31       | +4      | 29   |                             |
| 4      | Leiftur    | 18      | 8     | 4   | 6    | 38        | 23       | +15     | 28   |                             |
| 5      | Þróttur R. | 18      | 8     | 1   | 9    | 31        | 36       | -5      | 25   |                             |
| 6      | Stjarnan   | 18      | 6     | 6   | 6    | 29        | 26       | +3      | 24   |                             |
| 7      | BÍ         | 18      | 5     | 6   | 7    | 26        | 36       | -10     | 21   |                             |
| 8      | ÍR         | 18      | 4     | 6   | 8    | 23        | 33       | -10     | 18   |                             |
| 9      | Víðir      | 18      | 3     | 6   | 9    | 20        | 30       | -10     | 15   | Xuống hạng 2. deild 1993    |
| 10     | Selfoss    | 18      | 1     | 4   | 13   | 20        | 61       | -41     | 7    | Xuống hạng 2. deild 1993    |

## Danh sách ghi bàn
| Cầu thủ               | Số bàn thắng | Đội bóng  |
| --------------------- | ------------ | --------- |
| Óli Þór Magnússon     | 18           | Keflavík  |
| Þorlákur Árnason      | 17           | Leiftur   |
| Kjartan Einarsson     | 15           | Keflavík  |
| Indriði Einarsson     | 13           | Fylkir    |
| Kristinn Tómasson     | 13           | Fylkir    |
| Þórður Birgir Bogason | 10           | Grindavík |
| Hlynur Jóhannsson     | 9            | Víðir     |